# 責務
責務（英語：Obligation）是某人必须采取的一系列行动，无论是在法律上还是在道德上。責務可以限制自由的约束或义务，但承担责务的人可以选择在责务下自由行动。责务在人们抉择于做道德上良好的以及道德上不可接受之事时出现。但在其他规范性的特定场合之下也可能会有責務，例如礼仪责务、社会责务、宗教责务，可能还有政治责务，即是必须履行的要求。政治责务通常是法律上的责务，不履行会受到惩罚，尽管会有人在这种情况下出于其他原因（无论是传统还是社会上的）也被要求采取类似责务要求的行动。
每个人所拥有的责务都是不同的：例如，一个担任政治职务的人通常比一个普通成年公民承担更多的責務，而普通成年公民本身又比一个孩子承担更多的責務。責務通常是为了增加个人的权利或权力而赋予的。